# Памятник Андрияну Николаеву (2011)
Памятник Андрияну Николаеву — памятник советскому лётчику-космонавту СССР А. Г. Николаеву, установленный в Чебоксарах в 2011 году.

## История
Постановление о конкурсе на создание эскизного проекта скульптуры третьего космонавта Андрияна Николаева в Чебоксарах было подписано Главой администрации города Чебоксары Николаем Емельяновым в марте 2011 года.
В Чебоксарах уже имелся памятный знак со скульптурным изображением головы Андрияна Николаева, созданный в честь 25-летия его первого полёта в космос, открытый в 1987 году на улице имени легендарного космонавта. Новый памятник лётчику-космонавту в полный рост был открыт 5 сентября 2011 года в честь 82-летия со дня его рождения. он был установлен так же на улице Николаева на пересечении с улицей Калинина. На открытие памятника в Чебоксары прибыла дочь космонавта Елена Терешкова. Первым на торжественном мероприятии выступил глава Чебоксар Леонид Черкесов. Освятил памятник ректор Чебоксарского духовного училища протоиерей Михаил Иванов.
Памятник Андрияну Николаеву высотой в 4,4 метра выполнен из меди и установлен на трехметровый постамент из серого гранита. Автор проекта — заслуженный художник Чувашии, скульптор Владислав Немцев.
На лицевой части постамента надпись: «Андриян Григорьевич НИКОЛАЕВ. Летчик-космонавт СССР. Генерал-майор авиации. Дважды Герой Советского Союза.»